# Pfarrkirche Kleinarl

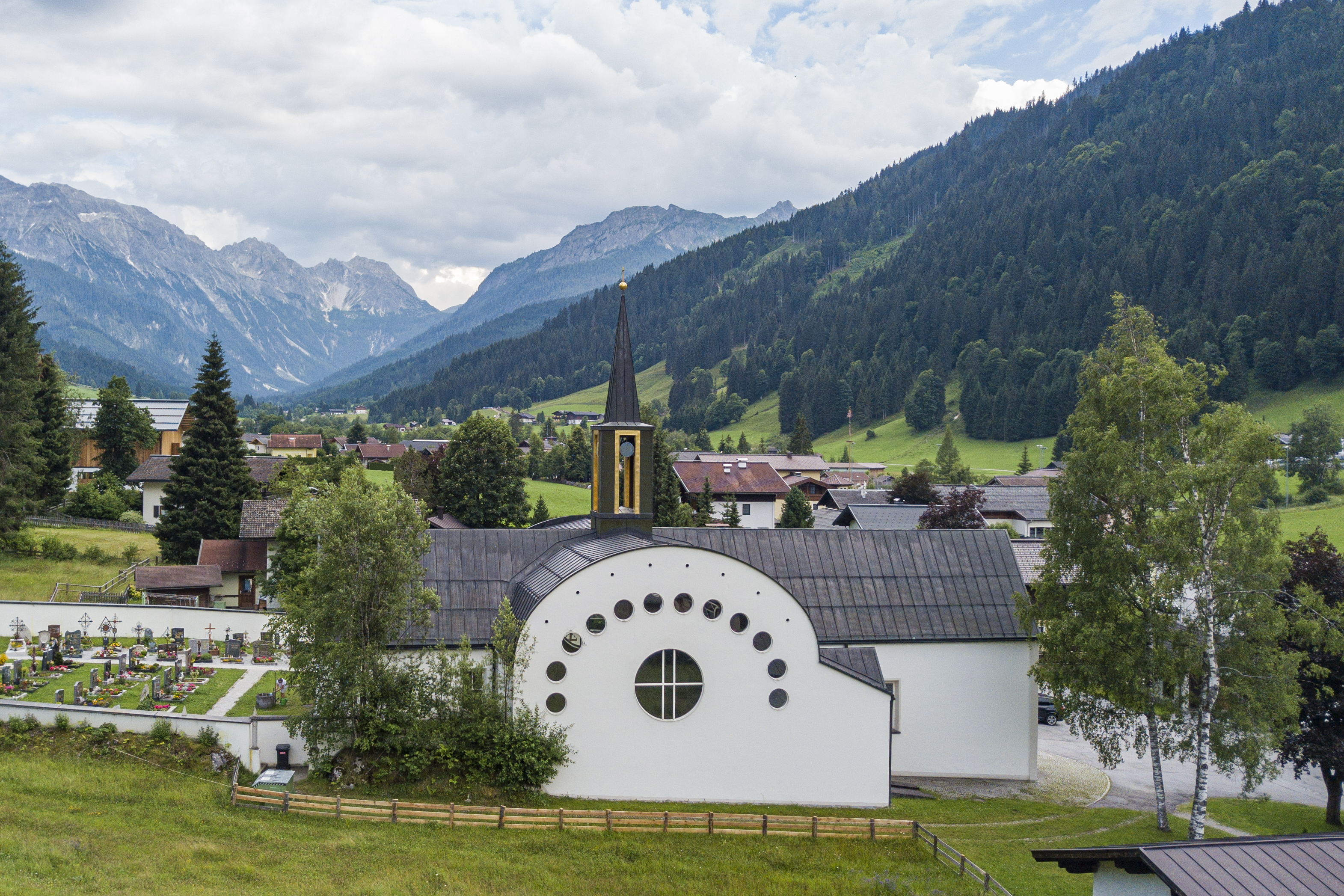
Katholische Pfarrkirche hl. Laurentius in Kleinarl

Die römisch-katholische Pfarrkirche Kleinarl steht am Ostrand des Ortes in der Gemeinde Kleinarl im Bezirk St. Johann im Pongau im Land Salzburg. Die dem Patrozinium des Heiligen Laurentius von Rom unterstellte Pfarrkirche gehört Dekanat St. Johann im Pongau der Erzdiözese Salzburg. Die Kirche steht unter Denkmalschutz (Listeneintrag).

## Geschichte
1443 wurde eine Weihe genannt. 1739 bestand ein Vikariat, 1891 wurde die Pfarre gegründet.
Zwei spätgotische Joche der Pfarrkirche sind erhalten. Die ehemalige barocke Erweiterung aus 1775/1776 wurde 1984 abgetragen. Der moderne Erweiterungsbau entstand 1984/1985 nach den Plänen des Architekten Heinz Tesar.

## Architektur
Der moderne Kirchenbau hat einen Zentralraum unter einer querliegenden Tonne über einem annähernd kreuzförmigen Grundriss, am Kreuzungspunkt befindet sich ein turmartiger Aufsatz. Die Westfront zeigt ein gekehltes gotisches Spitzbogenportal.
Das Kircheninnere zeigt zwei Joche vom gotischen Kirchenbau mit Wandpfeilervorlagen und einem spitzbogigen Kreuzrippengewölbe mit runden Schlusssteinen und Gurtrippen, die gotische Joche bilden nun den Eingangsbereich. Anschließend folgt der ausspringende moderne Erweiterungsbau über einem rechteckigen Grundriss, im Osten schließt der eingezogene Altarbereich mit Sakristeien an.

## Einrichtung
Der barocke Hochaltar mit Säulen wurde 1908 überarbeitet, der Tabernakel zeigt ein Bild Kreuzigung von Josef Gold 1884, das Hochaltarbild zeigt die Heiligen Laurentius und Maria, gemalt von Josef Schwarz 1775, das Oberbild Gottvater und Heiliger Geist malte Virgil Groder 1908, die Konsolfiguren der Heiligen Petrus, Ulrich, Leonhard und Paulus entstanden 1775.
Eine barocke Konsolfigur hl. Sebastian entstand im Ende des 17. Jahrhunderts. Die volkstümlichen Stationsbilder wurden 1980 restauriert.
Die Orgel baute Dreher und Flamm 1937.